# Haplostylus australiensis
Haplostylus australiensis är en kräftdjursart som beskrevs av Wooldridge et al. 1992. Haplostylus australiensis ingår i släktet Haplostylus och familjen Mysidae. Inga underarter finns listade i Catalogue of Life.